# محمد نشنوش
محمد فتحي نشنوش ، من مواليد 14 يونيو 1988 في طرابلس في ليبيا، لاعب كرة قدم ليبي. يلعب مع نادي الأهلي.

## حياته المهنية
بدأ مسيرته الكروية مع نادي الشط في عام 2010، وفي عام 2011 وقع مع الاتحاد ولم وشارك معهم بسبب النزاع الليبي، وفي عام 2013 انتقل إلى نادي الأهلي طرابلس ،
و قد بدأ باللعب مع منتخب ليبيا لكرة القدم في عام 2011.وحقق معهم بطولة أمم أفريقيا للمحليين 2014 بعد الفوز على منتخب غانا لكرة القدم وتألق محمد في هذه المباراة بصده لركلتي ترجيح واختير كأحسن حارس مرمى في البطولة. واختير كأفضل حارس مرمى عربي بصد ركلات الترجيح في استفتاء قناة إم بي سي

## روابط خارجية
- محمد نشنوش على موقع قاعدة بيانات كرة القدم.إي يو (الإنجليزية)
- محمد نشنوش على موقع ناشيونال فوتبول تيمز (الإنجليزية)
- محمد نشنوش على موقع Soccerway.com (الإنجليزية)
- محمد نشنوش على موقع عالم كرة القدم.نت (الإنجليزية)
- محمد نشنوش على موقع كووورة